# マリット・アレン
マリット・アレン（Marit Allen, 1941年9月17日 – 2007年11月26日）は、イングランド出身のファッション・ジャーナリストで、衣裳デザイナーである。

## 来歴
チェシャー出身。父親はイギリス人、母親はノルウェー人。グルノーブル大学卒業。
1961年からファッション雑誌の編集に携わるようになる。1963年から1973年までイギリス版「ヴォーグ」の編集として活躍した。働きながらセントラル・セント・マーチンズ・カレッジ・オブ・アート・アンド・デザインでも学んだ。
映画監督のニコラス・ローグに勧められて映画衣裳に携わるようになり、1980年から衣裳デザイナーとして活躍。2007年の『エディット・ピアフ〜愛の讃歌〜』で英国アカデミー賞の衣裳賞を受賞、アカデミー賞にもノミネートされたが、2007年11月に脳動脈瘤のためにシドニーで死去した。

## 主な作品
- 恋する人魚たち Mermaids (1990)
- 嵐の中で輝いて Shining Through (1992)
- 秘密の花園 The Secret Garden (1993)
- ミセス・ダウト Mrs. Doubtfire (1993)
- デッドマン Dead Man (1995)
- スノーホワイト Snow White: A Tale of Terror (1997)
- アイズ・ワイド・シャット Eyes Wide Shut (1999)
- 楽園をください Ride with the Devil (1999)
- K-19 K-19: The Widowmaker (2002)
- ハルク Hulk (2003)
- サンダーバード Thunderbirds (2004)
- ブロークバック・マウンテン Brokeback Mountain (2005)
- オール・ザ・キングスメン All the King's Men (2006)
- エディット・ピアフ〜愛の讃歌〜 La Môme (2007)
- コレラの時代の愛 Love in the Time of Cholera (2007)